# 두에로 데 파시오네스
《두에로 데 파시오네스》(스페인어: Duelo de pasiones)은 2006년 방영된 멕시코의 텔레노벨라이다.